# Тучоне
Тучоне (на английски: Tutchone) е северноамериканско индианско племе, което живее на огромното Юконско плато. Територията им се простира между Алсек и изворите на Юкон, достига на югозапад до Крайбрежните планини и Сейнт Елас и на север до Селуин Рейндж. Говорят език с два диалекта на Атабаското езиково семейство, което води и до формирането на две отделни разделения на племето – северни тучоне и южни тучоне.

## Култура
Прехранват се главно с лов на карибу, лосове и друг дивеч, птици и сладководни риби. Някои техни семейства имат достъп до годишните места на сьомгата. Водят номадски начин на живот като повечето северни народи. През лятото семействата се събират заедно на места богати на риба, есента ловуват диви животни, а през зимата се установяват край езера и реки, където ловят риба и се хранят със събраната през лятото и есента храна. Когато припасите привършат хората се разпръсват на малки групички, за да ловуват. През 19 век някои техни групи заимстват елементи от крайбрежната култура на тлингит, с които имат традиционни търговски връзки. Започват да строят големи дървени къщи подобни на тлингитските. Богатството също започва да оказва влияние, но повечето хора продължават да живеят по стария си начин в приземни колиби покрити с кожи. Изработват сечивата си от рогове и кости, както и от мед. Жените правят фини съдове от брезова кора и шият кожени дрехи украсени богато с бродерия и орнаменти. Всяко семейство принадлежи към двете основни майчини разделения – Вълк и Врана. Липсва развита политическа организация, но видните вождове имат голямо влияние и много последователи.

## История
Ричард Кембъл е първият бял човек, който се среща с тях през 1842 г. През 1848 г. той построява Форт Селкърк на устието на река Пели. През 1852 г. чилкут-тлингит, с помощта на хан и някои тучоне прогонват Кембъл и търговците от форта. Белите се завръщат отново през 1874 г. и основават новия Форт Рилайънс, който се намира в територията на хан. През 1886 г. е построен нов пост на устието на река Стюърт. Притокът на бели по време на златната треска в Клондайк през 1890 г. и по-късното изграждане на Аляската магистрала, драстично променят начина им на живот и култура.
Днес племето живее в 12 общини и образува най-голямата индианска общност в Юкон, наброяваща над 7200 души.